# Fernán Faerrón
Fernán José Faerron Tristán (San Rafael, 22 agosto 2000) è un calciatore costaricano, difensore del Vorskla in prestito dall'Herediano.

## Carriera

### Club
Faerrón ha iniziato a giocare a calcio all'età di 11 anni, al Cartago. In seguito, ha fatto parte delle giovanili del Saprissa e dei Desamparados. Nella stagione 2016-2017 è stato aggregato alla prima squadra del Belén, collezionando 7 apparizioni in panchina ma senza effettuare il proprio debutto. In seguito a questa esperienza, Faerrón ha fatto ritorno al Desamparados, questa volta in prima squadra.
A maggio 2018, Faerrón ha sostenuto un provino con i norvegesi del Vålerenga. Il trasferimento non si è concretizzato, così Faerrón si è accordato con gli austriaci del LASK, dove ha giocato per sei mesi.
Successivamente, il giocatore ha fatto ritorno in Costa Rica, per giocare nel Santos de Guápiles. Ha esordito in squadra il 16 febbraio 2019, trovando anche una rete nella vittoria per 2-1 contro il Cartaginés, in Primera División.
Il 5 gennaio 2020, Faerrón si è accordato con l'Alajuelense. A febbraio 2021, ha prolungato il contratto che lo legava al club fino al 2025. In seguito al rinnovo, sui media si è rumoreggiato a proposito di alcuni contrasti tra il calciatore ed il resto dei compagni di squadra, poi smentiti dallo stesso Faerrón.
Il 14 gennaio 2022, Faerrón ha rescisso il contratto che lo legava all'Alajuelense.
Il 21 febbraio 2022 si è quindi accordato con i norvegesi dell'HamKam, neopromossi in Eliteserien, in prestito con diritto di riscatto dai Desamparados.
Il 27 gennaio 2023 è tornato in patria, per giocare nell'Herediano.

### Nazionale
L'11 giugno 2024, il commissario tecnico Gustavo Alfaro, lo convoca per la Copa América 2024.

## Statistiche

### Presenze e reti nei club
Statistiche aggiornate all'8 febbraio 2023.
| Stagione                  | Club                      | Campionato                | Campionato | Campionato | Coppe nazionali | Coppe nazionali | Coppe nazionali | Coppe continentali | Coppe continentali | Coppe continentali | Supercoppe | Supercoppe | Supercoppe | Totale | Totale |
| Stagione                  | Club                      | Comp                      | Pres       | Reti       | Comp            | Pres            | Reti            | Comp               | Pres               | Reti               | Comp       | Pres       | Reti       | Pres   | Reti   |
| ------------------------- | ------------------------- | ------------------------- | ---------- | ---------- | --------------- | --------------- | --------------- | ------------------ | ------------------ | ------------------ | ---------- | ---------- | ---------- | ------ | ------ |
| 2016-2017                 | Belén                     | PD                        | 0          | 0          | -               | -               | -               | -                  | -                  | -                  | -          | -          | -          | 0      | 0      |
| 2018-2019                 | Santos de Guápiles        | PD                        | 8          | 2          | -               | -               | -               | -                  | -                  | -                  | -          | -          | -          | 8      | 2      |
| lug.-dic. 2019            | Santos de Guápiles        | PD                        | 17         | 3          | -               | -               | -               | -                  | -                  | -                  | -          | -          | -          | 17     | 3      |
| Totale Santos de Guápiles | Totale Santos de Guápiles | Totale Santos de Guápiles | 25         | 5          |                 | -               | -               |                    | -                  | -                  |            | -          | -          | 25     | 5      |
| gen.-giu. 2020            | Alajuelense               | PD                        | 12         | 0          | -               | -               | -               | -                  | -                  | -                  | -          | -          | -          | 12     | 0      |
| 2020-2021                 | Alajuelense               | PD                        | 33         | 3          | -               | -               | -               | CL                 | 4                  | 0                  | -          | -          | -          | 37     | 3      |
| lug. 2021-gen. 2022       | Alajuelense               | PD                        | 13         | 1          | -               | -               | -               | CCL+CL             | 2+2                | 0                  | -          | -          | -          | 17     | 1      |
| Totale Alajuelense        | Totale Alajuelense        | Totale Alajuelense        | 58         | 4          |                 | -               | -               |                    | 8                  | 0                  |            | -          | -          | 66     | 4      |
| 2022                      | HamKam                    | ES                        | 11         | 0          | CN              | 3               | 0               | -                  | -                  | -                  | -          | -          | -          | 14     | 0      |
| gen.-giu. 2023            | Herediano                 | PD                        | 3          | 0          | -               | -               | -               | -                  | -                  | -                  | -          | -          | -          | 3      | 0      |
| Totale                    | Totale                    | Totale                    | 97+        | 9+         |                 | 3               | 0               |                    | 8                  | 0                  |            | -          | -          | 108+   | 9+     |